# Юрвоас, Жан-Жак
Жан-Жак Юрвоа́с (фр. Jean-Jacques Urvoas; род. 19 сентября 1959) — французский политический и государственный деятель, министр юстиции (2016—2017).

## Биография
Родился 19 сентября 1959 года, в 1977 году вступил в Социалистическую партию на следующий день после избрания Фрэнсиса Ле Бле мэром Бреста. В 1989 году стал главой кабинета социалистического мэра Кемпера Бернара Пуаньяна, с 1998 года преподавал публичное право в университете Западной Бретани. В 2000 году возглавил федерацию социалистов в департаменте Финистер.

### Политическая карьера
В 2004 году избран депутатом регионального совета Бретани и возглавил там социалистическую фракцию.
В 2007 году избран депутатом Национального собрания Франции от департамента Финистер и добровольно отказался от своего бретонского депутатского мандата, поскольку является противником соединения нескольких депутатских должностей одновременно.
В 2009 году стал национальным секретарём Социалистической партии, отвечая за формулирование политики в области безопасности.
В 2012 году переизбран депутатом, получив поддержку 69,81 % избирателей, в этом же году возглавил Комиссию Национального собрания по законодательству.

### Министр юстиции
27 января 2016 года назначен министром юстиции во втором правительстве Мануэля Вальса.
Поддержал и активно содействовал проведению в жизнь реформы французской пенитенциарной системы — закона об индивидуализации наказания и повышении эффективности уголовных санкций, одобренного в 2014 году.
6 декабря 2016 года после отставки Вальса сформировано правительство Бернара Казнёва, в котором Юрвоас сохранил прежний портфель.
17 мая 2017 года сформировано правительство Эдуара Филиппа, в котором портфель министра юстиции достался Франсуа Байру, а Юрвоас не получил никакого назначения.

### Завершение карьеры
18 июня 2017 года во втором туре парламентских выборов проиграл с результатом 45,55 % в 1-м округе департамента Финистер кандидату президентской партии «Вперёд, Республика!» Аннаиг Ле Мёр.
13 декабря 2017 года газета «Canard enchaîné» обвинила Юрвоаса в передаче Тьери Солеру в период между двумя турами президентских выборов 2017 года, когда Юрвоас являлся министром юстиции, информации о неком интересовавшем того расследовании.
24 сентября 2019 года начался процесс против Юрвоаса по этому обвинению в Суде Республики, к ведению которого относятся дела о противоправных действиях членов правительства в период их полномочий. 26 сентября прокуратура потребовала приговорить подсудимого к одному году тюремного заключения условно за разглашение профессиональной тайны
30 сентября 2019 года приговорён к одному месяцу заключения условно и к 5000 евро штрафа.